# 1935年鐵路
此條目列出1935年發生有關鐵路運輸的事件。

## 事件

### 3月
- 3月20日：高德線通車。
- 3月24日：紐瓦克賓州車站啟用。
- 3月30日：伊東線第一段通車。
- 3月31日：格拉斯哥地鐵由纜索鐵路改為第三軌供電（內圈，外圈在12月5日完工）[1]。

### 4月
- 4月28日：巴黎地鐵11號線通車。

### 5月
- 5月15日：莫斯科地鐵索科利尼基線在早上7時通車[2]，來往索科利尼基站至文化公園站，以及一條由獵人商行站至斯摩棱斯克站[3]。

### 7月
- 7月1日：紐約中央鐵路線改名為紐約中央系統。

### 10月
- 10月6日：大阪市營地下鐵1號線梅田站永久站啟用。
- 10月30日：大阪市營地下鐵1號線由心齋橋站延長至難波站。